# Hrabstwo Morgan (Ohio)
Hrabstwo Morgan (ang. Morgan County) – hrabstwo w stanie Ohio w Stanach Zjednoczonych. Obszar całkowity hrabstwa obejmuje powierzchnię 421,86 mil2 (1 092,62 km²). Według danych z 2010 r. hrabstwo miało 15 054 mieszkańców. Hrabstwo powstało 29 grudnia 1817 roku i nisi imię Daniela Morgana - utalentowanego taktyka okresu wojny o niepodległość Stanów Zjednoczonych.

## Sąsiednie hrabstwa
- Hrabstwo Muskingum (północ)
- Hrabstwo Noble (północny wschód)
- Hrabstwo Washington (południowy wschód)
- Hrabstwo Athens (południowy zachód)
- Hrabstwo Perry (zachód)

## Wioski
- Chesterhill
- Malta
- McConnelsville
- Stockport